# Pero rectissima
Pero rectissima är en fjärilsart som beskrevs av Dyar 1910. Pero rectissima ingår i släktet Pero och familjen mätare. Inga underarter finns listade i Catalogue of Life.